# Peschio delle Ciavole
Peschio delle Ciavole è un rilievo dei monti Cantari, tra il Lazio e l'Abruzzo,  tra la provincia di Frosinone e la provincia dell'Aquila, tra il comune di Filettino e quello di Civita d'Antino.